# Pustularia
Pustularia är ett släkte av svampar. Pustularia ingår i familjen Pyronemataceae, ordningen skålsvampar, klassen Pezizomycetes, divisionen sporsäcksvampar och riket svampar.